# Droit des successions en France
Pour un article plus général, voir Droit des successions.
 (février 2015).

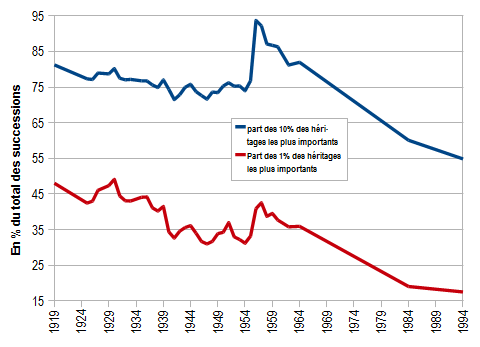
La part des 1 % et 10 % des successions les plus importantes dans le total des successions en France (1919-1994). Données de Thomas Piketty.

Le droit des successions en France est une branche du droit privé qui étudie et organise la transmission des biens d'une personne à la suite de son décès, soit à des héritiers désignés par la loi, soit à ceux que le défunt s'est choisi lui-même par le biais de libéralités (donations, legs testamentaires).
Le droit des successions est à distinguer des droits de succession, le premier s'intéressant aux règles civilistes de répartition de la masse successorale tandis que les deuxièmes désignent la fiscalité à posteriori.  
La fiscalité tend à devenir un enjeu majeur de la question successorale au sens large. Ainsi, l'impôt successoral français en ligne directe est par son taux marginal maximal (45 %) le plus élevé d'Europe. 
Cependant, concrètement, avec l'application des abattements et des schémas fiscaux dérogatoires (pactes Dutreil, assurances-vie, monuments historiques, bois et terres agricoles...), les taux effectifs chutent. Ainsi, par exemple, même des successions portant sur des montants de 20 millions d'euros n'atteignent en réalité pas le taux facial en ligne directe de 45 %.  
Plus généralement, 87  % des successions ne sont pas imposées et 79 % du volume des successions n'est pas taxé. Pour les successions qui sont taxées, le taux effectif est en moyenne de 9,8 %, et il ne dépasse les 10 % que pour les 1 % de successions les plus importantes, où le montant moyen hérité est de 1,2 million d'euros. 

## Textes applicables
- Ouverture des successions et saisine des héritiers : Code civil français, art. 720 et suivants
- Qualités requises pour succéder : Code civil français, art. 725 et suivants
- Établissement des ordres d'héritiers : Code civil français, art. 731 et suivants
- Attribution à l'État des successions en déshérence : Code civil français, art. 768 et suivants
- Acceptation ou renonciation des successions : Code civil français, art. 774 et suivants
- Dispositions relatives aux partages et rapports : Code civil français, art. 815 et suivants
- Dispositions relatives aux droits successoraux du conjoint survivant : Code civil français, art. 756 et suivant(s)
- Assiette et modalités de recouvrement des droits de succession : code général des impôts, art. 758 et suivants, art. 292 A et suivants de l'annexe II et art. 280 et suivants de l'annexe III.
- Règles de consultation de l'état civil : art. 9 du décret du 3 août 1962[6], instruction générale relative à l'état civil.

## Ouverture de la succession

### Obligation au recours notarial
Le recours aux services d'un notaire est obligatoire :
- en présence de biens immobiliers dans la succession, pour faire établir l'attestation de propriété immobilière ;
- pour obtenir un acte de notoriété lorsqu'il n'a pas été possible d'obtenir un certificat d'hérédité pour prouver sa qualité d'héritier de la personne décédée,
- quand il y a un testament ou une donation entre époux.
- quand il existe des donations antérieures.

Les greffiers des tribunaux d'instance ont été autorisés à dresser des actes de notoriété, actes désignant les héritiers de la personne décédée.
Une loi du 20 décembre 2007 a consacré la suppression de ce service public judiciaire de la dévolution successorale au bénéfice du seul service public notarial.
Seul un notaire peut établir un acte de notoriété. Toutefois, un maire peut établir un acte d'hérédité (ayant la même valeur qu'un acte de notoriété), la délivrance étant laissée à sa seule appréciation.
L'intervention du notaire dans le règlement d'une succession peut être utile car celui-ci est un juriste professionnel qui assiste les héritiers dans leurs relations entre eux et avec les administrations, au premier rang desquelles l'administration fiscale. Enfin, le notaire est le spécialiste du règlement des successions complexes, tant du point de vue humain que technique.

### Pratique notariale

#### Causes
En cas de décès, les successions s'ouvrent par la mort naturelle. La mort civile, abolie par la loi du 31 mai 1854, ne constitue plus une cause d'ouverture. Le décès est régulièrement prouvé par l'acte de décès.
Lorsqu'une personne a disparu dans des conditions de nature à mettre sa vie en danger et que son corps n'a pu être retrouvé, son décès peut être judiciairement déclaré.
L'absence, le jugement déclaratif d'absence emporte à partir de sa transcription, tous les effets que le décès établi de l'absent aurait eus et par conséquent l'ouverture de sa succession[réf. nécessaire].

#### Date
La date d'ouverture de la succession est importante à divers égards, puisque c'est à ce moment que l'on se place pour :
- fixer la vocation successorale des héritiers,
- rechercher si un héritier réunit les qualités légales pour succéder
- liquider la quotité disponible et la réserve lorsque le défunt laissant des héritiers réservataires a fait des libéralités
- déterminer la loi applicable en cas de réforme.

#### Fixation
Décès : lorsque le décès est connu, ce qui constitue la très grande majorité des cas, la date d'ouverture de la succession est celle du décès, telle que celle-ci figure dans l'acte de décès. Si l'acte de décès comporte une erreur, cette dernière peut être rectifiée dans les termes de l'article 99 du C. civ.
Autres causes : en cas de disparition, le jugement déclaratif du décès doit fixer la date du décès (art. 90 du C. civ)
Dans l'hypothèse de l'absence, la déclaration d'absence produit les effets du décès à compter du jour de la transcription du jugement sur les registres des décès du lieu du domicile de l'absent ou de sa dernière résidence.

### Décès dans un même événement
Il peut être nécessaire de déterminer l'instant précis du décès. Il en va ainsi particulièrement lorsque plusieurs personnes, susceptibles d'hériter les unes des autres, décèdent dans le même événement. L'ordre des décès est alors important ; en effet, les héritiers du dernier décédé recueillent tous les biens des « comourants ».
Avant la réforme opérée par la loi du 3 décembre 2001, il fallait si les circonstances ne permettaient pas de déterminer l'ordre des décès, appliquer les présomptions légales de survie, connues sous la dénomination de théorie des comourants. Ces présomptions sont abrogées depuis le 1er juillet 2002.

#### Régime après la réforme

##### Ordre établi par tous moyens
L'article 725-1 du nouveau Code civil dispose dans son premier alinéa, que lorsque deux personnes dont l'une avait vocation à succéder à l'autre, périssent dans un même événement, l'ordre des décès est établi par tous moyens.

##### Solution subsidiaire
Si cet ordre ne peut être déterminé, la succession de chacune des deux personnes est dévolue sans que l'autre y soit appelé.
Toutefois, si l'un des codécédés laisse des descendants, ceux-ci peuvent représenter leur auteur dans la succession de l'autre lorsque la représentation est admise (art. 725-1 al 2 et 3 nouv). Exemple : Maurice, qui est veuf, a deux enfants : Luc et Anne, qui a elle-même un fils, Bruno. Maurice et Anne sont tués dans un accident de la route sans qu'il soit possible de déterminer l'ordre des décès. La succession d'Anne est recueillie par Bruno, son fils. Celle de Maurice est dévolue à Luc, son fils, et à Bruno, son petit-fils, venant par représentation de sa mère, pour moitié chacun.

#### Régime antérieur à la réforme
L'ancien article 720 du code civil disposait que, si plusieurs personnes respectivement appelées à la succession l'une et l'autre périssaient dans un même événement, sans qu'on puisse reconnaître laquelle était décédée la première, la présomption de survie était déterminée par les circonstances du fait, et à défaut, par la force de l'âge et du sexe.

##### Circonstances de fait
Les présomptions légales de survie ne jouaient qu'un rôle subsidiaire, priorité étant donnée aux circonstances de fait pour déterminer l'ordre des décès. S'agissant d'une question de fait, tous les moyens de preuve étaient admis.

##### Domaine des présomptions
Les présomptions de survie ne s'appliquaient qu'entre personnes ayant une vocation successorale réciproque (exemple : deux frères n'ayant ni l'un ni l'autre de descendant). Cette vocation ne devait pas avoir été détruite par l'institution d'un légataire universel.
La vocation successorale devait résulter de la loi et les présomptions étaient inapplicables aux successions testamentaires.

##### Présomptions non applicables
Lorsqu'il y avait impossibilité d'établir l'ordre des décès et que les présomptions du code civil étaient inapplicables (dans l'hypothèse par exemple de successions testamentaires), chacune des successions était dévolue sans tenir compte des autres personnes décédées en même temps, c'est-à-dire que chaque comourant était considéré comme prédécédé pour le règlement de la succession des autres comourants.

### La déclaration de succession est-elle obligatoire?
Il n'est pas utile de déclarer la succession pour les héritiers en ligne directe et le conjoint survivant, si l'actif brut successoral est inférieur à 50 000 euros, et à la condition qu'ils n'aient pas bénéficié antérieurement, de la part du défunt, d'une donation ou d'un don manuel non enregistré ou déclaré.

### Comment établir la déclaration de succession?
Lorsque l'héritier a recours à un notaire, ce dernier s'occupe des formalités suivantes :
- déposer la déclaration à la recette des impôts du domicile du défunt ;
- rechercher et ouvrir le testament, notamment en interrogeant le Fichier central des dispositions de dernières volontés tenu par le notariat ;
- établir l'acte de notoriété (pour justifier de la qualité d'héritier), le certificat de mutation (ex certificat de propriété obligatoire si la succession dépasse 5 335 euros, notamment pour obtenir le déblocage des comptes bancaires ou postaux du défunt) ;
- établir l'attestation notariale immobilière, dite attestation de propriété, transmise au bureau des hypothèques ;
- établir l'inventaire.

Il faut par ailleurs notifier le décès aux banques, organismes sociaux…, dont dépendait le défunt.
Concrètement, et même si l'héritage comporte des biens immobiliers, l'héritier peut parfaitement rédiger lui-même la déclaration de succession et la transmettre aux services fiscaux. Il devra ensuite s'adresser à un notaire pour l'éventuelle attestation immobilière.

### Apposition des scellés
Tout héritier, légataire ou créancier habilité peut demander l'apposition des scellés sur les biens du défunt, en s'adressant au greffe du tribunal d'instance. Il peut ultérieurement demander la levée des scellés dans les mêmes conditions.

## Dévolution successorale
Ce terme désigne les personnes habilitées (ayant droit) à recueillir la succession du défunt. Les règles ci-dessous permettent de savoir qui hérite et dans quelle proportion. Toutefois, l'existence de donation et de legs peut modifier les choses.

### En présence d'un conjoint survivant

#### Si le défunt laisse des descendants
Dans ce cas, la succession revient au conjoint et aux descendants.
Le conjoint survivant recueille l'usufruit de toute la succession ou le quart en pleine propriété en présence d'enfants communs.
- Si les enfants ne sont pas tous issus du mariage, alors le conjoint survivant n'a pas d'option, il recueille seulement le quart des biens en pleine propriété.
- Si les époux avaient fait une donation entre époux (aussi appelée donation au dernier vivant), les choix du conjoint survivant peuvent être plus complexes. Il peut ainsi avoir le choix de prendre le quart en pleine propriété et les trois quarts en usufruit.

Les descendants recueillent la nue-propriété, ou les trois quarts de la succession en pleine propriété.

#### Si le défunt ne laisse pas de descendants
Dans ce cas, la succession ne revient pas automatiquement au conjoint survivant.
En présence d'autres héritiers, la succession reviendra :
- au conjoint survivant pour l'usufruit ;
- aux autres héritiers pour la nue-propriété.

Si le défunt ne laisse pas d'autres héritiers, ou seulement des membres de sa famille au-delà du quatrième degré, le conjoint survivant recueille la pleine propriété de toute la succession.

#### Réforme communautaireno650/2012
Depuis le 17 août 2015, le règlement communautaire No 650/2012 a fait évoluer le droit du for français. Les articles 912 et suivants du Code civil ne sont plus unilatéraux.
Ainsi, les règles qui encadrent la succession sont celles du droit du pays où est décédée la personne. Ces règles s'appliqueront sur les biens mobiliers et immobiliers. La différenciation se fait selon les lois du pays : soit en réserve héréditaire (droit français actuel, où les enfants ou le conjoint ont une part réservée), soit en quotité disponible (aucune part réservée). Il est donc possible qu'un enfant n'hérite pas.
La dernière résidence du défunt est le critère unique de choix quant à savoir la compétence des autorités et les règles applicables. Le défunt aura pu aussi choisir, en cas de double nationalité, quel droit doit être appliqué à sa succession.
Enfin, le « Certificat Successoral Européen » a été créé, pour permettre aux héritiers de prouver leurs droits en matière de succession dans toute l'Union européenne.

### En l'absence d'un conjoint survivant

#### Si le défunt laisse des descendants
Si le défunt laisse des descendants, ceux-ci excluent tous les autres membres de la famille du défunt. S'il laisse des enfants, ceux-ci se partageront la succession en pleine propriété, et par parts égales. Toutefois, si un enfant est pré-décédé, en laissant des descendants, ceux-ci le remplaceront par représentation.

#### Si le défunt ne laisse pas de descendants
Si le défunt ne laisse pas de descendants, la succession reviendra aux membres de sa famille, ascendants (père et mère) ou collatéraux (frères et sœurs, oncle et tante, ou cousins et cousines).
Succession recueillie par les ascendants et les collatéraux privilégiés (frères et sœurs) :
- si le défunt laisse ses parents et des frères et sœurs : le père et la mère recueillent chacun 1/4 de la succession en pleine propriété, le reste étant attribué aux frères et sœurs, chacun par part égale en pleine propriété ;
- si un des deux parents est pré-décédé, sa part, soit un quart en pleine propriété, est répartie entre les frères et sœurs ;
- si les parents sont tous deux décédés, la succession est recueillie en totalité et en pleine propriété par les frères et sœurs.

Succession recueillie par les autres collatéraux (oncle et tante, ou cousins et cousines) :
- s'il n'y a plus d'ascendants, ni de frères ou sœurs, la succession est recueillie par moitié en pleine propriété par chacune des deux lignes familiales, l'une pour les parents de la ligne paternelle, l'autre pour les parents de la ligne maternelle. Dans chaque ligne, l'héritier le plus proche prend la succession ;
- s'il n'y a plus que des collatéraux ordinaires dans une seule ligne, la succession est alors entièrement déférée à l'autre ligne.

### Cas du concubinage et du PACS
Les personnes vivant en concubinage (ou union libre) ainsi que les personnes liées par un pacte civil de solidarité (ou pacs) n'ont aucun droit prioritaire à la succession de leur compagnon ou compagne. Mais inversement, leur situation ne les exclut pas, non plus, du droit de bénéficier de legs par testament ou de donations, conformément à la volonté du défunt, exprimée dans les formes requises par la loi.

### Succession recueillie par l'État
S'il n'existe aucun héritier, ou seulement des collatéraux au-delà du 6e degré, ni donataire ou légataire, la succession est déclarée vacant ou en déshérence, et revient à l'État (art. 539).

## Composition de la succession
La succession provient de la masse successorale, composée de la réserve héréditaire et de la quotité disponible.

### Actif et passif
Au moment du décès, il faut évaluer le patrimoine du défunt.
- l'actif de la succession se compose de l'ensemble des biens immobiliers (maison, appartement, terrain…) et mobiliers (meubles, placements…) dont la valeur est déterminé au jour du décès.
- le passif de la succession regroupe toutes les dettes du défunt.

### Acceptation de la succession
Celui qui accepte une succession reçoit tout ou partie des biens du défunt. Mais il doit également supporter tous les frais de la succession, et payer toutes les dettes que le défunt aurait laissées.
C'est pourquoi personne ne peut être obligé d'accepter une succession.
- si les héritiers savent que la succession est largement déficitaire, ils peuvent renoncer à la succession. Ils ne devront payer aucune dette mais ne pourront recevoir aucun bien du défunt. Ils sont réputés n'avoir jamais existé. Pour être opposable aux créanciers de la succession, la renonciation doit être déposée ou adressée au tribunal judiciaire du lieu d'ouverture de la succession.
- s'ils savent que la succession ne comprend pas ou peu de dettes, mais un actif considérable, ils peuvent l'accepter purement et simplement.
- si les héritiers ne savent pas exactement de quoi se compose la succession, pour ne pas prendre de risque, ils peuvent l'accepter sous bénéfice d'inventaire. L'inventaire qui sera dressé révélera si la succession est positive ou négative.

Note : la loi française a modifié le terme « acceptation sous bénéfice d'inventaire ». On parle désormais d'acceptation à concurrence de l'actif net.

## Partage de la succession
S'il n'y a qu'un seul héritier, il n'y a pas de problème de partage et de liquidation : les biens du défunt rejoignent immédiatement le patrimoine de l'héritier.
Par contre, si la succession est recueillie par plusieurs héritiers, il se crée une situation d'indivision pour les biens de la succession.

### Indivision avant partage
Au moment de l'ouverture de la succession, les héritiers sont coïndivisaires de tous les biens de la succession. Par le partage, ils deviennent seuls propriétaires de certains biens du défunt.
Les héritiers n'ont pas l'obligation de partager les biens. Ils peuvent même s'engager à ne pas demander le partage, en signant entre eux une convention d'indivision. De même, ils peuvent ne partager qu'une partie des biens.

### Partage amiable ou judiciaire
Partage amiable : si tous les héritiers sont majeurs, ils peuvent se partager les biens du défunt comme ils le veulent. Il n'y a pas de procédure particulière, hormis le fait que le partage de bien immobilier doit se faire par acte notarié.
Partage judiciaire : si les héritiers ne s'entendent pas, l'un d'entre eux peut lancer la procédure du partage successoral judiciaire. En effet, même si les autres ne souhaitent pas procéder au partage, l'un des héritiers peut le demander en justice car nul n'est tenu de rester en indivision. La procédure de partage judiciaire suppose de saisir un tribunal, qui va ordonner le partage, ce qui peut, à défaut d'accord entre les héritiers, déboucher sur une vente judiciaire des biens.
Dans les deux cas, les héritiers doivent respecter la règle de l'avance d'hoirie: tout ce qui a été donné de son vivant par le défunt (à l'exception des cadeaux de Noël ou d'anniversaire) doit être déclaré par l'héritier aux autres héritiers.

## Droits et taux d'imposition
Droits de succession (2017)
– Tarifs - Part nette taxable
| ⇒Ligne directe         |      |                      |
| < 8 072 €              | 5 %  | (P X 0,05)           |
| 8 072 - 12 109         | 10 % | (P X 0,1) - 404      |
| 12 109 – 15 932        | 15 % | (P X 0,15) - 1 009   |
| 15 932 – 552 324       | 20 % | (P X 0,2) – 1 806    |
| 552 324 – 902 838      | 30 % | (P X 0,3) – 57 038   |
| 902 838 – 1 805 677    | 40 % | (P X 0,4) – 147 322  |
| > 1 805 677            | 45 % | (P X 0,45) – 237 606 |
|                        |      |                      |
| ⇒Frères et sœurs       |      |                      |
| < 24 430 €             | 35 % | (P X 0,35)           |
| > 24 430               | 45 % | (P X 0,45) – 2 443   |
|                        |      |                      |
| ⇒Autres                |      |                      |
| Jusqu’au 4e degré      | 55 % |                      |
| Au-delà et non parents | 60 % |                      |

### Abattements
La France applique des abattements variables en fonction du lien de parenté avec le défunt :
- En ligne directe, 100 000 euros sur la part des ascendants et chacun des enfants vivants et représentés.
- Frères et sœurs : abattement de 15 932 euros (s'ils ne bénéficient pas de l’exonération prévue à l’article 796-O ter du CGI).
- Neveux et nièces : abattement de 7 967 euros.
- Handicapés : ils bénéficient d’un abattement spécifique de 159 325 euros quel que soit le lien de parenté.
- Autre abattement : 1 594 euros (à défaut donc d’autre abattement). En outre, certains dons faits par les héritiers à certains organismes peuvent être soustraits de l’assiette des droits de succession. (Art 788, III du CGI).

### Réduction de droits
Pour charge de famille : 610 euros par enfant, en sus du deuxième, si la transmission s’opère en ligne directe et 305 euros par enfant, en sus deuxième, pour les autres transmissions.
Mutilés de guerre (invalidité de 50 % au minimum) : réduction de moitié sans pouvoir excéder 305 euros…
NB : il convient enfin de tenir compte des donations antérieures.

## Successions internationales

### Absence de convention fiscale
Si le défunt n’est pas domicilié en France :
- les héritiers ayant résidés au moins 6 ans au cours des 10 dernières années en France seront assujettis au régime successoral français. L’ensemble des biens transmis (situés en France ou à l’étranger, meubles ou immeubles) sont imposables en France,
- dans le cas contraire, seuls les biens situés en France seront imposables en France.

Dans certains cas, une double imposition peut se présenter. Un crédit d’impôt correspondant aux droits acquittés à l’étranger peut être demandé en France.

### Présence de convention fiscale
Des conventions internationales particulières peuvent définir le régime successorale applicable.
Ces conventions permettent, en général, d'éviter la double imposition.